# Квіткоїд оливковоголовий
Квіткоїд оливковоголовий (Dicaeum pectorale) — вид горобцеподібних птахів родини квіткоїдових (Dicaeidae).

## Поширення
Вид поширений заході Нової Гвінеї та на прилеглих островах. Мешкає в кронах лісу на висоті до 1500 м, хоча його можна зустріти на висоті до 2350 м.

## Опис
Невеликий птах, завдовжки 9 см і вагою 7–7,8 г. Самці мають оливково-зелену верхню частину і тім'я, жовтуваті крупи, сіро-зелені нижні частини, жовтувато-білі пляму по середині черевці та нижню частину хвоста, біле горло та велику червону пляму на грудях. Самиці подібні до самців, але не мають червоної плями на горлі й мають жовтіший центр черевця та підхвіст. Молоді особини схожі на самиць, але мають оливковішу нижню частину.

## Спосіб життя
Як і інші квіткоїди, харчується переважно фруктами, особливо інжиром та омелою. Він також доповнює свій раціон павуками. Здобування корму здійснюється в кронах дерев поодинці або парами.

## Підвиди
Включає два підвиди:
- D. p. pectorale Müller, 1843 — поширений в північно-західній частині Нової Гвінеї і на островах Вайгео, Батанта, Салават і Місоол.
- D. p. ignotus Mees, 1964 — знайдений на острові Геб.[3]